# Frances Ames
Frances Rix Ames Inglés: /frɑːnsɪz eɪmz/ (20 de abril de 1920 – 11 de noviembre de 2002) fue una neuróloga, psiquiatra y activista sudafricana.
Defensora de los derechos humanos, conocida principalmente por dirigir la investigación ética sobre la muerte del activista en contra del apartheid, Steve Biko, quien falleció debido a una negligencia médica mientras era torturado bajo custodia policial. Cuando el Consejo médico y dental sudafricano (SAMDC, South African Medical and Dental Council) rechazó amonestar al cirujano jefe del distrito y a su asistente, quienes trataron a Biko, Ames y un grupo de cinco académicos y médicos recaudaron fondos y lucharon legalmente durante ocho años contra la organización médica. Ames arriesgó su propia seguridad personal y carrera académica en su lucha por hacer justicia, elevando la disputa hasta el Tribunal Supremo de Sudáfrica, donde finalmente ganó el caso en 1985.
Nació en Pretoria y creció en la pobreza en Ciudad del Cabo, llegando a ser la primera mujer en recibir el título de medicina de la Universidad de Ciudad del Cabo en 1964. Ames estudió los efectos del cannabis en el cerebro y publicó algunos artículos sobre dicho tema, analizando los beneficios terapéuticos del cannabis en pacientes de su propio hospital y siendo una de las primeras en proponer la legación del cannabis con uso medicinal. Dirigió el departamento de neurología del Hospital Groote Schuur hasta su jubilación en 1985, pero continuó enseñando en los hospitales Valkenberg y Alexandra. Cuando el Apartheid fue finalmente suprimido en 1994, Ames testificó en la Comisión para la Verdad y la Reconciliación sobre su trabajo en el caso de ética médica sobre los médicos de Steve Biko. En 1999, Nelson Mandela le concedió el premio Star of South Africa, la condecoración civil más importante del país, en reconocimiento por su trabajo en beneficio de los derechos humanos.

## Primeros años
Ames nació el 20 de abril de 1920 en Voortrekkerhoogte (Pretoria, Sudáfrica). Sus padres se llamaban Frank y Georgina Ames, siendo la segunda de tres hermanas. Su madre fue enfermera al igual que su abuela, que la crio en un campamento de concentración Bóer durante la segunda guerra bóer. Ames nunca conoció a su padre debido a que abandonó a su familia, dejando a Georgina Ames a cargo de tres niñas sumida en la pobreza. Debido a que su madre no podía hacerse cargo de su familia, Frances tuvo que pasar parte de su infancia en un orfanato católico donde padeció de fiebre tifoidea. Más adelante su madre reuniría a la familia y se mudarían a Ciudad del Cabo, donde Frances asistiría a la Escuela Rustenburg para Chicas. Estudió en la Universidad del Ciudad del Cabo y recibiría su título de medicina y cirugía en 1942.

## Carrera médica
Frances ingresó como residente en el Hospital Groote Schuur de Ciudad del Cabo; trabajando también como médica general en la región Transkei. Consiguió su grado en medicina en 1964 por la UCT, siendo la primera mujer en conseguirlo. Ames se convirtió en jefa del departamento de neurología del hospital Groote Schuur en 1976 y consiguió una plaza de profesora asociada en 1978. Pese a jubilarse en 1985, continuó con su trabajo a tiempo parcial como docente del departamento de psiquiatría y salud mental de la UCT en los hospitales Valkenberg y Alexandra. En 1997, Frances Ames fue nombrada profesora asociada emérita en neurología y recibió un doctorado honoris causa en medicine por la UCT en 2001. Según Pat Sidley del British Medical Journal, Frances Ames «nunca fue reconocida como profesora a todos los efectos, y creo que se debe a que era mujer.»

## Caso Biko
El activista sudafricano en contra del apartheid Steve Biko, que había estudiado medicina en la Universidad de KwaZulu-Natal, fue arrestado por la policía de Puerto Elizabeth el 18 de agosto de 1977 durante 20 días. Entre el 6 y el 7 de septiembre, Biko fue golpeado y torturado cayendo en coma. Según las declaraciones de Frances y otros, el cirujano Ivor Lang, junto con el cirujano jefe de distrito Benjamin Tucker, colaboraron con la policía para encubrir el abuso, permitiendo que Steve Biko muriese debido a las heridas el 12 de septiembre. Según Benatar, «había una clara falta de ética por parte de los médicos que fueron responsables» de Biko.
Cuando el Consejo Médico y Dental de Sudáfrica (SAMDC), junto con el apoyo de la Asociación Médica de Sudáfrica (MASA), se negó a sancionar a los cirujanos del distrito por la muerte de Biko, dos grupos de médicos presentaron por separado sendas quejas sobre la falta de profesionalidad demostrada por los médicos a cargo de Biko. Ambos casos llegaron a la Corte Suprema sudafricana en un intento de obligar al SAMDC a realizar una investigación formal sobre la ética médica de Lang y Tucker. Un caso fue presentado por Ames, junto con Trefor Jenkins y Phillip Tobias de la Universidad de Witwatersrand; el segundo caso fue presentado por Dumisani Mzana y Yosuf Veriava del Hospital Coronationville y por Tim Wilson del Centro de Salud Alexandra.
Ames y el pequeño grupo de médicos llevaron a cabo una investigación sobre los miembros de su propia profesión, siendo Ames la principal responsable de denunciar la situación. Su posición en la universidad fue amenazada por superiores y colegas que le exigían que abandonase el caso. Al continuar con el caso Biko, Ames recibió amenazas arriesgando su propia seguridad personal. La asociación médica cerró filas en apoyo de los colegas que estuvieron de acuerdo con la policía en la tortura y muerte de los detenidos, tratando también de silenciar y desacreditar a los médicos que defendían los derechos humanos y exigían medidas disciplinarias contra sus colegas.
Ames ganó el caso en 1985, tras 8 años de trabajo, cuando la Corte Suprema de Sudáfrica falló en su favor. Con la ayuda de Ames y la decisión judicial, el cuerpo médico regulador tuvo que rectificar su decisión y sancionar a los dos médicos que trataron a Biko, a lo que siguieron una serie de reformas médicas importantes. Según Benatar, el caso «desempeñó un papel importante en la sensibilización de la profesión médica a las cuestiones éticas médicas en Sudáfrica».
En aquellos días, muchos cirujanos de distrito se dieron cuenta de que podían pasar por alto la tortura policial regular en las cárceles, para cumplir con las órdenes de la policía que entraban en conflicto con el tratamiento médico apropiado, y en el mejor de los casos, permanecer en silencio ante los obvios desafíos éticos planteados por el clima político. Pocos manifestaron su oposición a las violaciones sistemáticas de la ética médica ocasionadas por el apartheid. Ames fue una de los pocas en hacerlo. (Sidley, 2002)

## Investigación sobre el cannabis
En 1958 Ames estudió los efectos del cannabis, publicando su trabajo, «Un estudio clínico y metabólico de la intoxicación aguda por Cannabis sativa y su papel en el modelo de psicosis», en el British Journal of Psychiatry. Su trabajo es citado extensamente a través de la literatura del cannabis. Se opuso a la Guerra contra las Drogas y fue una defensora de los beneficios terapéuticos del cannabis, especialmente para las personas con esclerosis múltiple (EM). Ames observó de primera mano cómo el cannabis (conocido como "dagga" en Sudáfrica) aliviaba los espasmos en pacientes con EM y ayudaba a los parapléjicos en el servicio de lesiones espinales de su hospital. Continuó estudiando los efectos del cannabis en la década de 1990, publicando varios artículos sobre la euforia inducida por el cannabis y los efectos que provocaba en el cerebro con la ayuda de David J. Castle del Hospital St Vincent de Melbourne.

## Vida personal
Ames se casó con el escritor editorial David Castle del Cape Times y tuvo cuatro hijos. Tenía 47 años cuando su marido murió inesperadamente en 1967. Después de la muerte de su marido, la ama de llaves de Ames, Rosalina, fue quien la ayudó a criar a su familia. Ames escribió sobre la experiencia en sus memorias, «Mothering in a Apartheid Society» (2002).

## Muerte y legado
Ames estuvo luchando contra la leucemia durante algunos años, continuando incluso con su trabajo para la UCT a tiempo parcial como profesora en el hospital de Valkenber hasta seis semanas antes de su fallecimiento en su casa en Rondebosch el 11 de noviembre de 2002. Greg McCarthy intervino en su entierro en representación del departamento de psiquiatría de la UCT. Según sus deseos, fue incinerada y sus cenizas se mezclaron con semillas de cáñamo y se dispersaron fuera del Hospital de Valkenberg, donde se realizó su memorial.
El neurocirujano sudafricano Colin Froman se refirió a Ames como la «gran y poco ortodoxa protagonista del uso medicinal de la marihuana muchos años antes del actual interés en su uso como droga terapéutica». J. P. van Niekerk del South African Medical Journal escribió que «Frances Ames se guió por la convicción y el ejemplo» y la historia finalmente justificó sus acciones en el caso Biko.[cita requerida]
El trabajo de Ames en el caso Biko sirvió para introducir reformas significativas en Sudáfrica, incluyendo la disolución y sustitución de las antiguas organizaciones médicas de la época del Apartheid que fallaron en mantener el alto estándar de la profesión médica. De acuerdo con van Niekerk, «la lección más duradera para la medicina sudafricana fue la aclaración de la responsabilidad del médico cuando hay una dualidad de responsabilidades.» Esto se concreta, entre otras cosas, en el Código de Conducta de la SAMA y en las interpretaciones jurídicas de las responsabilidades de los médicos.[cita requerida]
Ames testificó ante la Comisión para la verdad y la reconciliación en 1997. El arzobispo Desmond Tutu honró a Ames como «una de los pocos médicos que se mantuvo firme durante el régimen del Apartheid y delató a aquellos que habían violado los derechos humanos». En reconocimiento a su trabajo en defensa de los derechos humanos en Sudáfrica, Nelson Mandela condecoró a Ames con la Orden de la Estrella de Sudáfrica in 1999, la condecoración civil más importante del país.